# Zbychowice
Zbychowice (niem. Seherrswald) – część miasta Strzeleczki, na północ od centrum miasta, obejmująca zabudowania przy ul. Niemodlińskiej.

## Nazwa
Niemiecka nazwa Zbychowic – Seherrswald – odnosi się do rodu Seherr-Thoss z Dobrej. 1 października 1948 r. nadano miejscowości, wówczas administracyjnie związanej ze Strzeleczkami i należącej do powiatu prudnickiego, polską nazwę Zbychowice.

## Historia

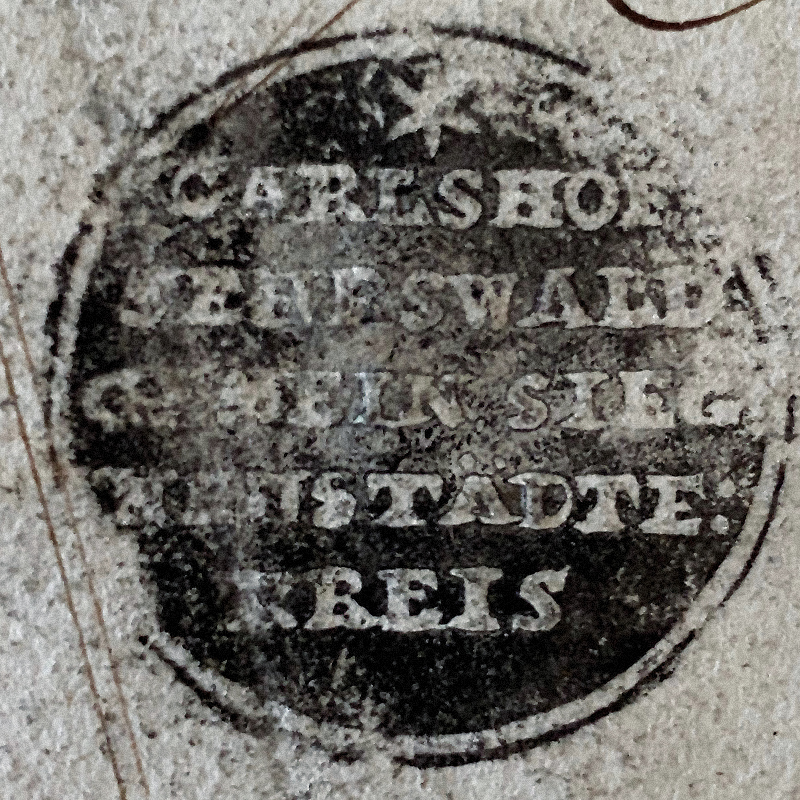
Pieczęć Zbychowic (1817)

Zbychowice zostały założone jako kolonia na przełomie XVIII i XIX wieku. Do ich powstania przyczyniła się rodzina Seherr-Thoss. Wieś posiadała swoją własną pieczęć, która przedstawiała w polu napis: CARLSHOF / SEHRSWALD / GEMEIN SIEG / NEUSTADTE: / KREIS (pol. Zbychowice / Powiat Prudnicki). W 1871 kolonia liczyła 220 mieszkańców. Miejscowość została włączona w granice Strzeleczek w 1894. W 1921 w zasięgu plebiscytu na Górnym Śląsku znalazła się tylko część powiatu prudnickiego. Zbychowice znalazły się po stronie wschodniej, w obszarze objętym plebiscytem.

## Turystyka
Przez Zbychowice prowadzi szlak rowerowy:
- Trasa rowerowa PTTK nr 192-z: Komorniki – Łowkowice – Strzeleczki – Zbychowice